# Petr Wolf
Petr Wolf (* 11. června 1960) je bývalý český politik, zvolený za Českou stranu sociálně demokratickou na funkční období 2006–2010 do poslanecké sněmovny z osmého místa kandidátní listiny v Moravskoslezském kraji. Později ze strany odešel a příležitostně hlasoval s tehdejší vládní koalicí Mirka Topolánka.
Od přelomu let 2012/13 se skrýval, aby nemusel nastoupit do vězení, do nějž byl odsouzen pro své korupční jednání, přičemž na něj byl vydán mezinárodní zatykač. V květnu 2019 pobýval v Paraguayi. V září 2024 byl v zemi zadržen.

## Biografie
Wolf vstoupil do České strany sociálně demokratické v roce 2002, před rokem 1989 byl členem KSČ. „Chtěl jsem studovat, získat titul CSc., proto jsem vstoupil do strany,“ vysvětlil novinářům. 5. prosince 2007 se při hlasování o rozpočtu a nedůvěře vládě vymluvil na nemoc, ale souběžně se pokusil neúspěšně obhájit profesuru.
Před rokem 2006 pracoval jako projektant ve Vítkovicích, byl proděkanem ekonomické fakulty Vysoké školy báňské v Ostravě, dále ředitelem pro výrobu a obchod ve firmě Karnola a specialistou ekonomického ředitele SME.
V komunálních volbách roku 2002 byl zvolen za ČSSD do zastupitelstva městského obvodu Ostrava-Mariánské Hory a Hulváky. Profesně se uvádí jako vysokoškolský učitel.
Ve volbách roku 2006 získal za ČSSD mandát člena dolní komory českého parlamentu, kde byl členem Výboru pro veřejnou správu a regionální rozvoj, Výboru zahraničního a Výboru volebního. Dále byl členem čtyř podvýborů, od roku 2008 byl navíc i členem podvýboru pro myslivost, rybářství, včelařství, zahrádkářství a chovatelství. Byl rovněž místopředsedou stálé komise pro bankovnictví. Do června 2008 byl členem poslaneckého klubu ČSSD, následně zasedal v parlamentu jako nezařazený poslanec. Ve sněmovně setrval do voleb roku 2010.

### Opuštění ČSSD
Vedle Miloše Melčáka, Michala Pohanky a Evžena Snítilého, kteří byli ze strany vyloučeni, byl Wolf dalším poslancem z řad ČSSD, který stranu během volebního období opustil.
Ke dni 21. června 2008 opustil poslanecký klub své strany a vzdal se členství ve straně v návaznosti na údajné výhrůžné SMS. 29. června 2008 obvinil předsedu ČSSD Paroubka z vydírání při prezidentské volbě hrozbou zveřejnění veřejných závěrů kontroly NKÚ ve Wolfově firmě, ale žádný důkaz údajného vydírání nepředložil. Jako další důvod uvedl spory v kraji. Poslanec na rozdíl od většinového názoru v ČSSD nebyl proti přítomnosti radaru v Brdech. Média informovala, že v souvislostí s uvedenými důvody pro vystoupení ze strany na něj Jiří Paroubek podal trestní oznámení.
Petr Wolf pak do března 2009, v němž Druhá vláda Mirka Topolánka padla, několikrát hlasoval s vládní koalicí (významně např. pro umístění radaru v Brdech). Dne 24. března 2009, kdy vláda nepřežila hlasování o nedůvěře, Wolf patřil mezi 96 poslanců, kteří nedůvěru vládě nevyslovili.

### Trestní stíhání pro zneužití státních dotací
Poslanec Wolf je spolu s dalšími čtyřmi osobami vyšetřován pro podezření ze zneužití státních dotací, které dostala jeho firma v letech 2005 až 2007 od ministerstva životního prostředí v hodnotě více než 11 milionů korun. V březnu 2009 vyšlo najevo, se Marek Dalík se pokoušel jménem premiéra Mirka Topolánka přesvědčit reportéra České televize Dalibora Bártka, aby stáhl svou reportáž o policejním vyšetřování poslance Wolfa. Topolánek potvrdil, že Dalíka požádal, aby Wolfovi pomohl s mediálním tlakem, který je na něj vyvíjen.
Podle pořadu Reportéři ČT Wolfova firma s podstatnou částí z dotace hospodařila značně podezřele. Ministerstvu životního prostředí naúčtoval více než 1,5 milionu korun za odborné studie, které byly ale volně dostupné na internetu. Navíc ruská firma, která měla dostat 300 tisíc korun za jednu ze studií, neexistuje. Wolf údajně najezdil a vyúčtoval 130 tisíc kilometrů služebních cest, ale podle závěru Nejvyššího kontrolního úřadu by musel být ve stejném čase na různých místech.
Protikorupční policie zahájila trestní stíhání Wolfa 13. listopadu 2009 poté, co Poslanecká sněmovna PČR několik měsíců jednala o tom, zda jej zbavit poslanecké imunity. Wolf podal stížnost proti vznesení obvinění, kterou však Vrchní státní zastupitelství v Olomouci v prosinci 2009 zamítlo. V lednu 2012 byl Wolf krajským soudem v Ostravě za zneužití státní dotace odsouzen k pětiletému trestu a peněžité náhradě 1,2 mil. korun. V říjnu 2012 Vrchní soud v Olomouci vinu manželů Wolfových potvrdil a rozsudek ještě zpřísnil na 6 let odnětí svobody pro exposlance Wolfa a pokutu navýšil na 5 miliónů korun. Wolf považoval vedený soudní proces za „divadlo“ směřující „k likvidaci jeho osoby“, podle Mirka Topolánka byl Wolf odsouzen na základě společenské objednávky a je obětí justičního přehmatu.
V lednu 2013 po něm policie vyhlásila pátrání, protože se vyhýbal nástupu do výkonu trestu a nebyl k zastižení ve svém bydlišti (městský obvod Ostrava-Petřkovice).
V únoru 2013 na něj byl vydán evropský zatýkací rozkaz kvůli podezření, že se skrývá mimo území České republiky. Koncem března byl rozšířen na zatykač mezinárodní. V roce 2018 policie informovala o jeho pohybu v Jižní Americe a v květnu 2019 policie oznámila, že pobývá v Paraguayi. V zemi pobývá již od roku 2016, kdy tam přicestoval na lotyšské doklady se jménem Nikolajs Kuznecovs.
V lednu 2015 požádal rodinný příslušník o milost prezidenta Miloše Zemana u ministerstva spravedlnosti pro uprchlého Wolfa, žádost byla odůvodněna údajným bezprávím spáchaném na odsouzeném, které nenapravil ani ústavní soud. Žádost o milost ministryně spravedlnosti Helena Válková 12. února 2015 zamítla.
V září 2024 byl Wolf, po více než deseti letech na útěku, zatčen v Paraguayi. Při zatčení u sebe měl mexický pas na jméno Ian Robertson. Vydání do České republiky se brání, začátkem března v Paraguayi požádal o status politického uprchlíka.